# Antonio Caba Tena
Antonio Caba Tena (Estepona, 1964- Ibidem, 8 de noviembre de 2023) fue un político, abogado y escritor español del PSOE, alcalde de Estepona desde junio de 1999 y abril de 2001. Caba Tena también escribe libros, llegando a ser el autor de El Concurso de las Sociedades Profesionales y El concepto de grupo de sociedades. 

## Biografía
Licenciado en derecho por la Universidad de Granada, es doctor en derecho y estudios avanzados por la USP-CEU, licenciado en derecho penal económico y de la empresa por la UPOL, es también experto en derecho procesal penal por la UNED y especialista en derecho empresarial por la UPM. Diplomado en legislación urbanística por la UCIII, diplomado en especialización profesional jurídica en Mediación concursal por la UNED y licenciatura de grado en Derecho comunitario europeo por la UPM.
Es Miembro de la Comisión de Ordenación Académica de Grado y Posgrado de la Facultad de Derecho de la UMA y del Comité Técnico de la Revista jurídica Anuario de Derecho Concursal.
Fue alcalde de Estepona desde 1999 a 2001, donde sucedió a Jesús Gil Marín, del GIL.
Falleció a causa de un cáncer el 8 de noviembre de 2023, en la ciudad de Estepona.